# Saint-Joseph (Réunion)
Saint-Joseph este un oraș francez, situat în departamentul de peste mări Réunion din Oceanul Indian. 
1. ↑  répertoire géographique des communes, accesat în 26 octombrie 2015
2. ↑  dataset of postal codes in France, 1 octombrie 2018